# Recopa Sudamericana 2024

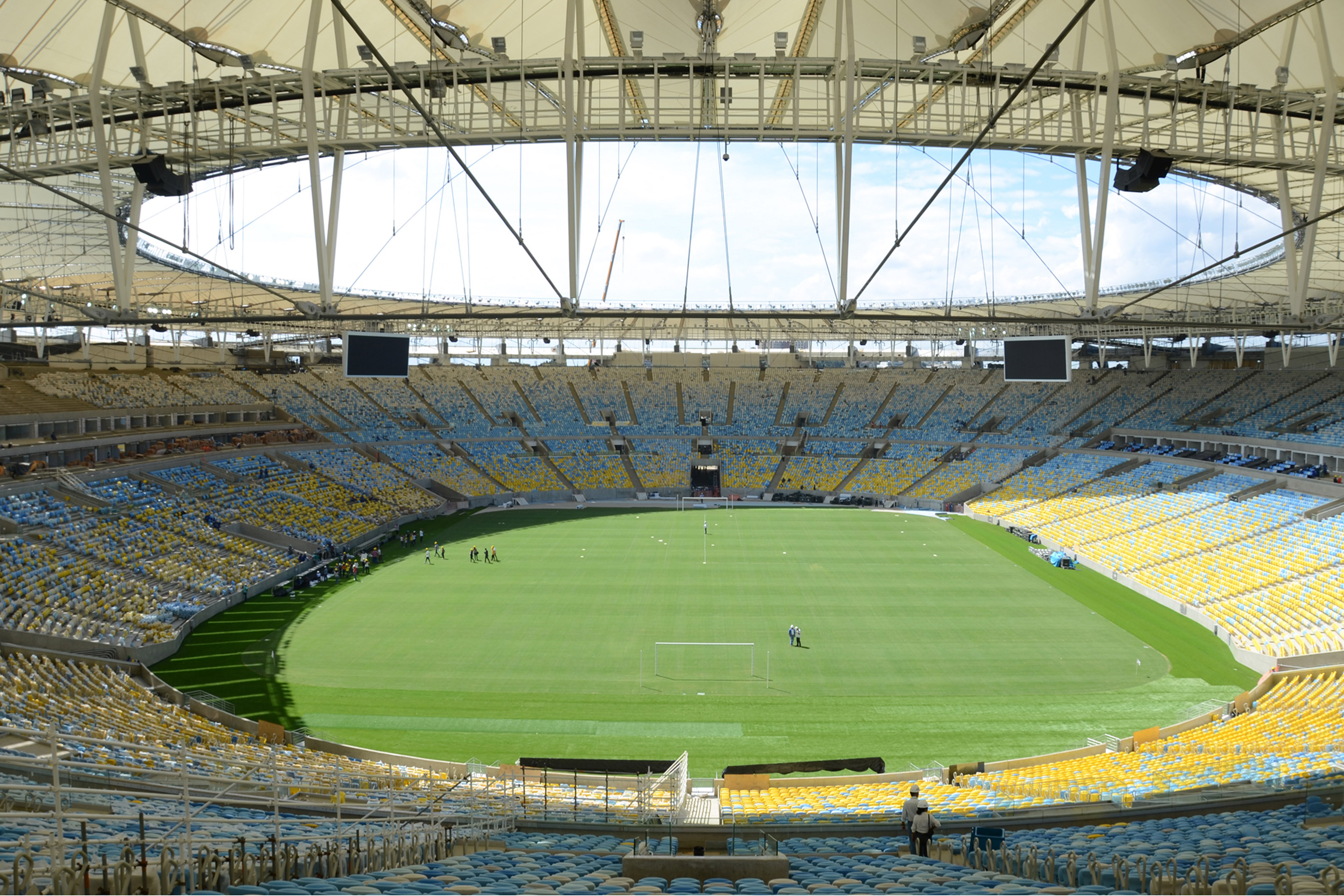
Stadio Maracana

La Recopa Sudamericana 2024 è stata la trentaduesima edizione della Recopa Sudamericana. La competizione ha visto opposte, con partite di andata e ritorno, i vincitori della Coppa Libertadores dell'anno precedente e i vincitori della Coppa Sudamericana dell'anno precedente, rispettivamente il Fluminense e l'LDU Quito.
La Fluminense ha conquistato la coppa per la prima volta.

## Partecipanti
| Squadre    | Qualificazione                          | Partecipazioni precedenti (il grassetto indica la vittoria) |
| ---------- | --------------------------------------- | ----------------------------------------------------------- |
| Fluminense | Vincitore della Coppa Libertadores 2023 | esordiente                                                  |
| LDU Quito  | Vincitore della Coppa Sudamericana 2023 | 2 (2009, 2010)                                              |

## Tabellini

### Andata
| Arbitro: | Rojas |

|                 |           |  |
| Alex Arce 90+2’ | Marcatori |  |

### Ritorno
| Arbitro: | Tello |

|                |           |  |
| Arias 76’, 90’ | Marcatori |  |